# Уравнение Гассмана
Уравнения Гассмана — уравнения, связывающие между собой упругие параметры пористой среды, насыщенной жидкостью или газом. Используются для оценки упругих свойств горных пород (скорости распространения упругих волн) при геофизических исследованиях земной коры. Получены в приближении линейной теории упругости, в рамках которой однородный изотропный материал характеризуются тремя независимыми параметрами (или производными от них величинами), например: модуль всестороннего сжатия {\displaystyle K}, модуль сдвига {\displaystyle G} и плотность {\displaystyle \rho }.

## Упругие характеристики пористой среды
Модель пористой среды, используемая в уравнениях Гассмана, предполагает, что материал состоит из твердой и жидкой (газообразной) фаз. Твердая фаза формирует жесткий каркас (скелет), характеризующийся своими макроскопическими модулями упругости. Жидкая (газообразная) фаза полностью заполняет пустотное пространство. Применительно к физике осадочных горных пород, твердая фаза представлена кристаллами или зернами породообразующих минералов, а жидкая — флюидами, содержащимися в пористом пространстве породы.
Предполагается, что пустотное пространство распределено равномерно внутри такой среды и его свойства не зависят от направления (изотропны).
Основной характеристикой пустотного пространства является пористость — отношение объема пустот к объему всего образца:
{\displaystyle \phi ={\frac {V_{por}}{V}}}.
Аналогично методике "эффективных" сред, при выводе уравнений Гассмана подбирается такой однородный изотропный материал, который при приложенной нагрузке «в среднем» ведёт себя также, как и изучаемая микронеоднородная пористая среда.
Таким образом, рассматриваемая в модели Гассмана двухфазная система характеризуется следующими параметрами:
- эффективные упругие модули насыщенного материала: {\displaystyle K,G,\rho };
- пористость: {\displaystyle \phi };
- упругие модули твердой фазы (минерального вещества), слагающей скелет: {\displaystyle K_{m},G_{m},\rho _{m}};
- упругие модули флюида: {\displaystyle K_{f},\rho _{f}};
- эффективные упругие модули каркаса породы (ненасыщенного): {\displaystyle K_{dry},G_{dry}};

Последние зависят как от свойств минерального вещества, так и от многих других факторов (геометрии порового пространства, характера контактов зерен, эффективного давления и проч.) и, как правило, не могут быть вычислены явно.
Система уравнений Гассмана связывает перечисленные характеристики между собой, что позволяет выражать одни параметры через другие при решении различных прикладных задач (например задача о замещении флюида).
Одним из допущений, используемых в данной модели, является предположение о независимости модуля сдвига {\displaystyle G} двухфазной среды от свойств флюида-порозаполнителя. Поэтому {\displaystyle G=G_{dry}} (однако {\displaystyle G_{dry}\neq G_{m}}).
Плотность среды является средневзвешенной величиной между плотностью твердой фазы и плотностью флюида.
Таким образом, основной смысл уравнений Гассмана заключен в выражении для модуля всестороннего сжатия пористых насыщенных сред.
В самом общем виде данное выражение имеет следующий вид:
{\displaystyle F(K,K_{m},K_{dry},K_{f},\phi )=0;}
Любой из пяти параметров, входящих в это уравнение в качестве аргумента, может быть выражен через остальные четыре.

## Основная форма записи
Для расчета эффективных упругих модулей насыщенного материала используют явную форму уравнений Гассмана:
{\displaystyle K=K_{dry}+{\frac {\left(1-{\frac {K_{dry}}{K_{m}}}\right)^{2}}{{\frac {\phi }{K_{f}}}+{\frac {1-\phi }{K_{m}}}-{\frac {K_{dry}}{K_{m}^{2}}}}};}
{\displaystyle G=G_{dry};}
{\displaystyle \rho =\rho _{m}(1-\phi )+\rho _{f}\phi ;}
Данные выражения позволяют оценить степень влияния упругих параметров флюида-порозаполнителя на свойства породы.
На их основе могут быть рассчитаны остальные упругие характеристики пористой насыщенной среды. Например:
скорость продольных волн: {\displaystyle V_{P}={\sqrt {\frac {K+{\frac {4}{3}}G}{\rho }}};}
скорость поперечных волн: {\displaystyle V_{S}={\sqrt {\frac {G}{\rho }}}={\sqrt {\frac {G_{dry}}{\rho }}};}
Следует отметить, что, несмотря на то, что свойства флюида не влияют на модуль сдвига породы, скорость поперечных волн меняется при смене типа флюида за счет влияния плотности.

### Упругие модули «сухого» скелета
Для расчета упругих характеристик насыщенного пористого материала с использованием явной формы уравнения Гассмана необходимо задавать параметры {\displaystyle K_{dry}} и {\displaystyle G_{dry}}. Для этого обычно пользуются эмпирическими зависимостями.
Широкое применение нашла обобщенная модель критической пористости Нура (A.Nur), хорошо согласующаяся с экспериментами и подтвержденная результатами численного моделирования:
{\displaystyle K_{dry}=K_{m}\left(1-{\frac {\phi }{\phi _{cr}}}\right)^{a},\ \ \phi <\phi _{cr}}
{\displaystyle G_{dry}=G_{m}\left(1-{\frac {\phi }{\phi _{cr}}}\right)^{b},\ \ \phi <\phi _{cr}}
Здесь {\displaystyle \phi _{cr}} — критическая пористость, а {\displaystyle a} и {\displaystyle b} — управляющие коэффициенты, калибруемые на результаты измерений.
Физический смысл критической пористости — относительный объем пустот, выше которого материал теряет жесткость (например, точка перехода от песчаника к песку или от насыщенной породы ко взвеси).
Для значения пористости выше критического принимается {\displaystyle K_{dry}=G_{dry}=0}. При этом уравнение Гассмана переходит в уравнение Вуда (Wood).
Значения параметров {\displaystyle a} и {\displaystyle b} зависят от геометрии пустотного пространства, характера контакта и формы зерен и других характеристик скелета породы.

### Многокомпонентный состав твердой фазы и флюида
Как правило, в состав твердой фазы реальных горных пород входят несколько породообразующих минералов. В этом случае для оценки упругих модулей минерального вещества {\displaystyle K_{m}} и {\displaystyle G_{m}} используют различные методики осреднения. Как правило, хорошие результаты дает метод самосогласованного поля. Так же может быть использован способ осреднения Хилла (Hill).
Для оценки модуля всестороннего сжатия флюида при его многокомпонентном составе может быть использовано уравнение Вуда. Однако следует иметь в виду, что данное уравнение применимо лишь к несмешивающимся компонентам. Например, для оценки свойств пластовой нефти, содержащей определенное количество природного газа в растворенном состоянии, оно может давать большие погрешности.

## Основные допущения. Область применимости
Уравнения Гассмана могут быть использованы как для определения статических модулей упругости, так и в динамическом случае (например для оценки скоростей распространения сейсмических волн в горных породах).
Однако при выводе уравнений используются следующие допущения, ограничивающие область применения данной теории:
- Минеральный скелет и флюид движутся вместе (без проскальзывания). Изменение элементарного объема породы складывается из изменения объема флюида и объема твердой фазы;
- Свойства флюида не влияют на модуль сдвига породы;
- Напряжение в породе складывается из напряжения в скелете и давления во флюиде (порового давления);

Первое допущение накладывает ограничения на частотный диапазон сигналов при использовании теории Гассмана в динамических задачах. При достаточно малой длине волны жидкая фаза будет «проскальзывать» относительно скелета породы. В результате будет наблюдаться частотная дисперсия скорости волн и диссипация энергии. Эти эффекты рассматриваются в рамках более общей теории Био-Николаевского, из которой уравнения Гассмана могут быть получены как частный случай.
Частотный диапазон, в пределах которого теория Гассмана хорошо описывает экспериментальные данные, обычно оценивают величиной, равной 10 % от резонансной частоты Био:
{\displaystyle f_{max}=0.1f_{Bio}=0.1{\frac {\eta \phi }{2\pi \kappa \rho _{f}}};}
{\displaystyle \eta } — динамическая вязкость флюида,
{\displaystyle \kappa } — коэффициент проницаемости материала (абсолютная проницаемость горной породы).
При более высокочастотных колебаниях в пористой и проницаемой насыщенной среде помимо продольных и поперечных волн возникает продольная волна II-рода.
Для большинства реальных горных пород резонансная частота Био существенно выше 20-30 кГц. Это позволяет использовать уравнения Гассмана в процессе интерпретации данных сейсморазведки и акустического каротажа.
Ниже в таблице приведен пример оценки граничной частоты применимости уравнений Гассмана для некоторых типичных значений пористости и проницаемости реальных водонасыщенных горных пород.
| Пример оценки граничной частоты {\displaystyle f_{max}} (кГц): | Пример оценки граничной частоты {\displaystyle f_{max}} (кГц): | Пример оценки граничной частоты {\displaystyle f_{max}} (кГц): | Пример оценки граничной частоты {\displaystyle f_{max}} (кГц): | Пример оценки граничной частоты {\displaystyle f_{max}} (кГц): |
|                                                                | пористость                                                     | пористость                                                     | пористость                                                     | пористость                                                     |
| проницаемость                                                  | 10%                                                            | 20%                                                            | 30%                                                            | 40%                                                            |
| -------------------------------------------------------------- | -------------------------------------------------------------- | -------------------------------------------------------------- | -------------------------------------------------------------- | -------------------------------------------------------------- |
| {\displaystyle \kappa }= 1 мД                                  | 882                                                            | 1764                                                           | 2646                                                           | 3528                                                           |
| {\displaystyle \kappa }= 10 мД                                 | 88                                                             | 176                                                            | 265                                                            | 353                                                            |
| {\displaystyle \kappa }= 100 мД                                | 9                                                              | 18                                                             | 27                                                             | 35                                                             |

## Другие формы записи
В ряде прикладных задач удобно пользоваться другими представлениями уравнений Гассмана, которые могут быть выведены из основной формы.

### 1. Неявная форма
{\displaystyle {\frac {K}{K_{m}-K}}={\frac {K_{dry}}{K_{m}-K_{dry}}}+{\frac {K_{f}}{\phi (K_{m}-K_{f})}};}

### 2. Форма Ройсса (Reuss)
{\displaystyle {\frac {K}{K_{m}-K}}={\frac {K_{dry}}{K_{m}-K_{dry}}}+{\frac {K_{R}}{K_{m}-K_{R}}},}
{\displaystyle {\frac {1}{K_{R}}}={\frac {\phi }{K_{f}}}+{\frac {1-\phi }{K_{m}}};}

### 3. Форма Био (Biot)
{\displaystyle K=K_{dry}+B^{2}M,}
{\displaystyle {\frac {1}{M}}={\frac {B-\phi }{K_{m}}}+{\frac {\phi }{K_{f}}};}
{\displaystyle B=1-{\frac {K_{dry}}{K_{m}}},}
Величина коэффициента Био {\displaystyle B} определяется свойствами пустотного пространства. Можно показать, что данный параметр характеризует отношение изменения объема пор к изменению общего объема породы при деформации.

## Недостатки и ограничения
Основным недостатком уравнений Гассмана на практике является необходимость задания упругих свойств скелета {\displaystyle (K_{dry},G_{dry})}, которые зависят от многих факторов и трудно поддаются оценке.
Важно также учитывать ограничение по частотному составу — при частоте упругих колебаний, большей чем частота Био, уравнение Гассмана плохо описывает упругие характеристики двухфазных сред из-за неучета движения флюида относительно твердой фазы.

## Задача о замещении флюида
Используя приведенные уравнения, можно оценить, как изменятся свойства насыщенной породы с известными упругими свойствами, если изменить тип насыщающего флюида. При этом, если известны упругие модули флюидов, а также минеральной составляющей породы, то для решения задачи не требуется задания упругих характеристик скелета породы.
Данная задача играет большое практическое значение при оценке степени влияния залежей нефти или газа на результаты геофизических исследований.